# Николай Терзийски
Николай Йорданов Терзийски е български писател и журналист.

## Биография
Роден е през 1983 г. в Смолян. Завършва журналистика в Софийския университет „Св. Климент Охридски“ през 2005 г., две години по-късно получава магистърска степен от Философския факултет на университета.
От началото на 2003 г. работи като журналист в продуцентска компания Седем-осми. От ноември 2019 г. е сценарист на предаването „Вечерта на Иван Кулеков“ по телевизия 7/8 ТВ и втори водещ на рубриката „Ex Libris“, в която гостуват някои от най-популярните съвременни български писатели.
През 2014 г. създава интернет блога Терзилъци, в който публикува свои произведения – кратки и средно дълги разкази, хумористични есета, политическа сатира, публицистика, ревюта за книги.

## Творчество
Дебютният му роман „Отлъчване“ излиза на книжния пазар през юни 2017 г. Избран е от интернет сайта „Аз чета“ за една от десетте най-важни книги, издадени на български език през 2017 г.
„Отлъчване“ печели голямата награда в категория проза от Националния конкурс за дебютна литература „Южна пролет“ 2018. Романът е и в краткия списък на номинациите за наградите „Перото“, за принос към българския литературен контекст, в категория „дебют“.
През март 2019 г. излиза вторият му роман, озаглавен „Хроники на неведомото“. Той е сред шестте книги, номинирани за „Роман на годината 2020“ – Националната литературна награда на Национален дарителски фонд „13 века България“. Романът има номинация и за Годишните награди на Портал Култура – в раздел „Проза“.
През март 2022 г. излиза третият роман на Николай Терзийски – „Звезди под клепачите“. С тази книга Николай Терзийски печели „Национална награда Христо Г. Данов“ в раздел „Българска художествена литература“ – за принос в националната книжовна култура. Освен това романът получава номинации за наградите:
- „Перото“, за принос към българския литературен контекст, в категория „проза“;
- „Хеликон“ за нова българска художествена проза;
- „Роман на годината 2023“ – на Национален дарителски фонд „13 века България“;
- „Елиас Канети“ 2023 за белетристика;
- предложения за българска номинация за Награда за литература на Европейския съюз 2024 - кратък списък.

В края на 2024 година романът „Звезди под клепачите“ е издаден в Северна Македония в превод на Виолета Танчева-Златева.
През април 2025 излиза четвъртата книга на Николай Терзийски, романът от разкази "Родиния".
Текстове и разкази на Николай Терзийски са публикувани в редица сборници, списания и антологии, сред които:
- „Съвременник“
- „Страница“
- „Нашата Коледа“, сборник с коледни истории
- Алманах „Огоста 2021“
- „Весела книга за Софийския университет“, документален сборник
- „Любовта за напреднали“, антология на Светлозар Желев
- „Спектър на земните звуци“, антология на лауреатите на конкурса „Южна пролет“
- „Нашата Коледа 2“, сборник с коледни истории